# Götemar
Götemaren är en sjö i Oskarshamns kommun i Småland och ingår i Marströmmen-Viråns kustområde. Sjön är 17,8 meter djup, har en yta på 2,89 kvadratkilometer och befinner sig 1,1 meter över havet. Sjön avvattnas av vattendraget Gerseboån till Östersjön. Vid provfiske har en stor mängd fiskarter fångats, bland annat abborre, björkna, braxen och gers.

## Götemargranit

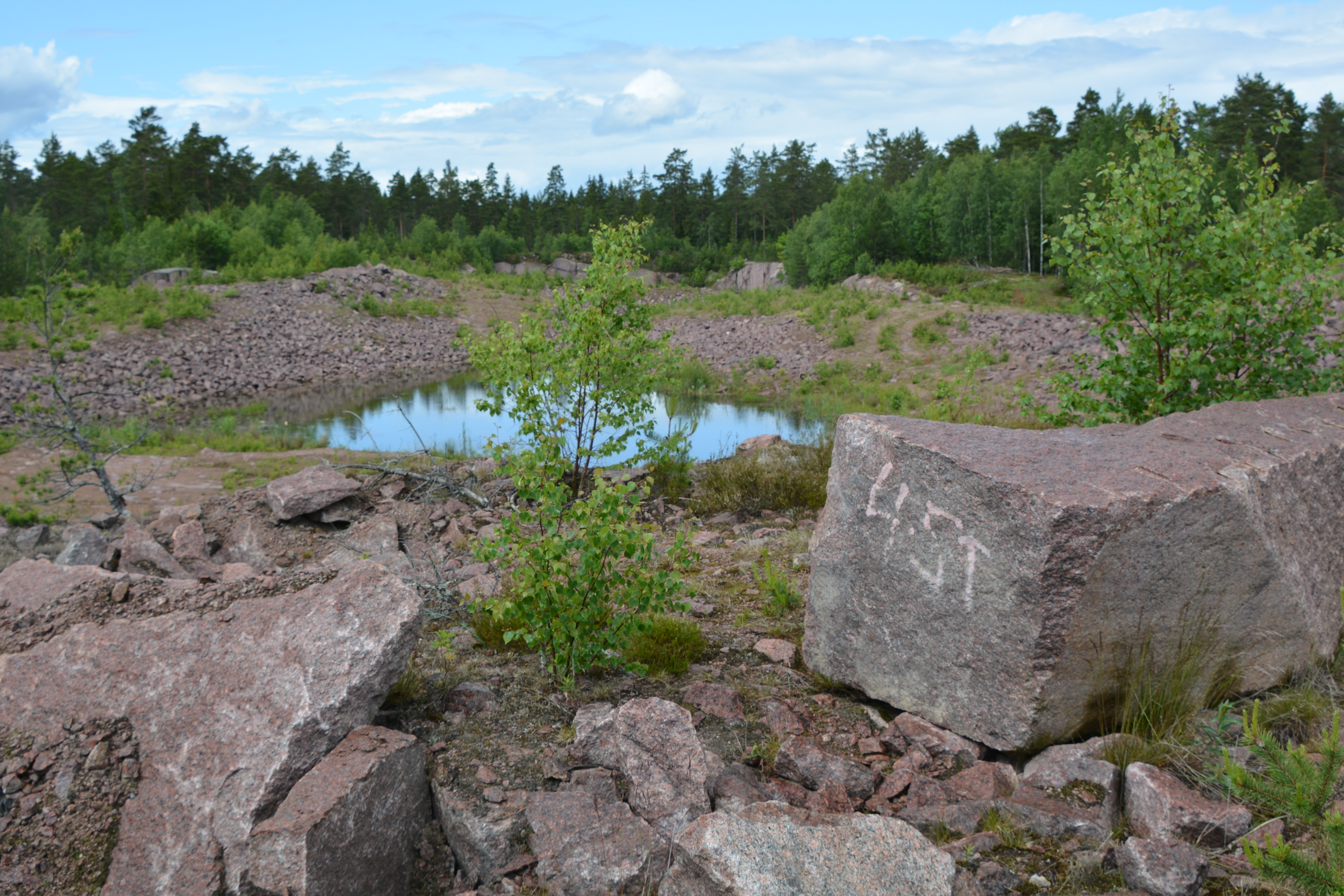
Kråkemåla stenbrott vid sjön Götemar

Götemaren har gett namn åt en liten förekomst vid sjön av götemargranit, vilken är en av de fåtaliga intrusionerna av rapakivigranit i Sverige. Området är runt och har en diameter av omkring fem kilometer. Bergarten har tidigare brutits i ett stenbrott i Kråkemåla.

## Fisk
Vid provfiske har följande fisk fångats i sjön:

- Abborre
- Björkna
- Braxen
- Gärs
- Gädda
- Id
- Lake
- Löja
- Mört
- Sarv
- Sutare
- Ål